# Sericochroa dentifera
Sericochroa dentifera är en fjärilsart som beskrevs av Paul Dognin 1910. Sericochroa dentifera ingår i släktet Sericochroa och familjen tandspinnare. Inga underarter finns listade i Catalogue of Life.